# Oneervol ontslag
In Nederland kan een benoemde bestuurder (zoals een burgemeester), ambtenaar, militair of medewerker van de politie oneervol ontslag krijgen als hij een ernstige tuchtrechtelijke overtreding of een misdrijf begaat.

## Burgemeester
Burgemeesters in Nederland worden door De Kroon benoemd en ontslagen. Normaal gesproken betreft het eervol ontslag, maar in sommige gevallen kan oneervol ontslag aangezegd worden.

## Algemeen militair ambtenarenreglement(AMAR)
Het kan gebeuren dat een militair commandant enkel één, of meerdere, AMAR artikel(en) vindt waar hij zijn ontslag op baseert. Dit gebeurt nadat er functioneringsgesprekken zijn gehouden waar het voornemen tot ontslag aan de militair is voorgelegd. Meestal (op een aantal uitzonderingen na) gaat het in dit geval om eervol ontslag.
Met een bezwaarschrift opgesteld door een vakbond of jurist is het niet moeilijk om in geval van een AMAR artikel de zaak te winnen. Vaak wordt tijdens het volgen van de AMO gedreigd met oneervol ontslag, als een leerling militair niet aan de eisen voldoet. Er is ook altijd de mogelijkheid om een bezwaarschrift op te stellen met hulp van een geestelijk verzorger, deze zijn op elke kazerne of in het militair tehuis aanwezig.